# Irja Browallius
Irja Agnes Browallius (née le 13 octobre 1901 à Helsinki – morte le 9 décembre 1968  à Stockholm) est une écrivain suédoise.

## Biographie
Elle est la fille du comédien Carl Browallius (sv).

## Prix
- 1952 : grand prix des Neuf
- 1962 : prix Dobloug